# 周建国 (湖南)
周建国是中華人民共和國湖南省衡山县店门镇的鎮長，為了興建連接衡陽縣及南岳區的衡岳高速公路衡山段，強拆公路經過的桂花村康家湾及万工桥两组合共沿途51戶人家的住宅，使他們無家可歸，在當地桂花村的農田上紮營留宿。他所說的一句話“我们只讲党性不讲人性”被網上媒體嘲諷為「黨性大發」或「大發精神」等。
根據原先在2009年4月24日，由衡阳县县政府發出的“关于衡岳高速公路（衡山段）征地拆迁安置方案”，受拆遷影響的居民可以享受安置，但由於居民不滿意被安置到農田裡，認為有損他們的農田，加上雙方商討拆遷細節時正值農忙時節，使居民無法在預定的拆遷日期7月15日前完成搬遷，所以居民拒絕在限期前遷出，但結果卻因為鎮長的一句“只讲党性不讲人性”為藉口而被強行拆遷。